# Voicu Valentin Glodean
Voicu Valentin Glodean este un fost senator român în legislatura 1992-1996 și în legislatura 1996-2000, ales în județul Maramureș pe listele partidului PNTCD. Voicu Valentin Glodean a fost membru PNȚCD până în luna iunie 1999, dată la care a devenit senator neafiliat. În cadrul activității sale parlamentare în legislatura 1996-2000, Voicu Valentin Glodean a fost membru în grupurile parlamentare de prietenie cu Republica Portugheză și Canada. În cadrul activității sale parlamentare în legislatura 1992-1996, Voicu Valentin Glodean a inițiat o singură moțiune și o singură propunere legislativă. În legislatura 1992-1996, Voicu Valentin Glodean a fost membru în comisia pentru politică externă (din noi. 1995), în comisia pentru administrație publică, organizarea teritoriului și protecția mediului precum și în comisia juridică, de numiri, disciplină, imunități și validări (noi. 1993 - noi. 1995)  În legislatura 1996-2000],  Voicu Valentin Glodean a fost membru în comisia pentru administrație publică, organizarea teritoriului și protecția mediului (din feb. 1998) precum și în comisia pentru privatizare și administrarea activelor statului (până în feb. 1998).  

## Legături externe
- Voicu Valentin Glodean Arhivat în 22 august 2016, la Wayback Machine. la cdep.ro